# Kjölur (berg)
Kjölur är ett berg i republiken Island. Det ligger i regionen Höfuðborgarsvæði, 30 km nordost om huvudstaden Reykjavík. Toppen på Kjölur är 736 meter över havet.
Trakten runt Kjölur är nära nog obefolkad, med mindre än två invånare per kvadratkilometer. Det finns inga samhällen i närheten. Trakten runt Kjölur består i huvudsak av gräsmarker.